# Paromphale chionephra
Paromphale chionephra là một loài bướm đêm trong họ Noctuidae.